# Thomas Mifflin
Thomas Mifflin (Philadelphia (Pennsylvania), 10 januari 1744 – Lancaster (Pennsylvania), 23 januari 1800) was een Amerikaans politicus en generaal. Hij speelde een belangrijke rol in de Amerikaanse Onafhankelijkheidsoorlog, was de eerste gouverneur van Pennsylvania en een van de ondertekenaars van de Grondwet.

## Levensloop
Mifflin studeerde in 1760 af aan het College of Philadelphia. Hij ging in zaken. Na zijn terugkeer van een rondreis in Europa in 1765 begon hij met zijn broer een eigen bedrijf. In hetzelfde jaar trouwde Mifflin met zijn nichtje Sarah Morris.
Nog voor de Amerikaanse onafhankelijkheid diende Mifflin in de Provinciale Vergadering van Pennsylvania. Namens die Vergadering werd hij in 1774 afgevaardigd naar het Continental Congress. Een jaar later verliet hij het Congress om dienst te nemen bij het Continental Army. Zijn familie behoorde tot de quakers. Deze gemeenschap kent een zeer pacifistische inslag. Door zijn actie werd Mifflin uit de gemeenschap gezet. In het leger kreeg hij de rang van majoor en diende hij als adjudant van George Washington. Mifflin was goed in zijn werk, maar gaf de voorkeur aan een rol in de frontlinie. Daar bracht hij het tot de rol van brigadegeneraal.
In het Congress speelde een discussie over de vraag of er een nationaal leger moest worden gevormd of dat de individuele staten hun eigen legers moesten behouden. Van 1777 tot 1778 had Mifflin zitting in een commissie die deze vraag beantwoordde. Hij keerde terug naar het Continental Army. Daar werd de – inmiddels majoor-generaal - beschuldigd van verduistering, maar een onderzoek vond nooit plaats. Hij legde zijn functie neer, maar bleef wel een belangrijk adviseur van het Congress.
Van 1783 tot 1784 diende Mifflin als president van het Continental Congress. In die functie ondertekende hij het Verdrag van Parijs, wat een officieel einde van de Onafhankelijkheidsoorlog betekende, en benoemde Thomas Jefferson als Amerikaans ambassadeur naar Frankrijk. Later nam hij deel aan de Constitutional Convention en was een van de ondertekenaars van de Grondwet.
Mifflin werd in 1788 gekozen tot president van Pennsylvania en verving Benjamin Franklin in deze functie. In 1790 gaf hij leiding aan de commissie die een nieuwe grondwet voor deze staat opstelde. Daarin werd de functie van president afgeschaft en vervangen voor die van gouverneur. Mifflin stapte over van de ene in de andere functie. In december 1799 werd hij opgevolgd door Thomas McKean. Een maand later overleed de eerste gouverneur van Pennsylvania.
Baldwin · Bassett · Bedford · Blair · Blount · Brearley · Broom · Butler · Carroll · Clymer · Daniel · Dayton · Dickinson · Few · Fitzsimons · Franklin · Gilman · Gorham · Hamilton · Ingersoll · Johnson · King · Langdon · Livingston · Madison · McHenry · Mifflin · G. Morris · R. Morris · Paterson · C. C. Pinckney · Pinckney · Read · Rutledge · Sherman · Spaight · Washington · Williamson · Wilson
- Gemeinsame Normdatei: 1176152394
- International Standard Name Identifier: 0000 0001 2283 2295
- Library of Congress Control Number: n86144078
- National Archives and Records Administration: 10570485
- Nationale Bibliotheek van Israël: 987007350461105171
- Nederlandse Thesaurus van Auteursnamen: 333884841
- SNAC: w6621rfp
- Union List of Artist Names: 500096507
- Biographical Directory of the United States Congress: M000701
- Virtual International Authority File: 9639177